# Duodenopankreatektomie
Als Duodenopankreatektomie  bezeichnet man die totale oder teilweise Entfernung des Pankreas (Bauchspeicheldrüse) mitsamt dem Duodenum (Zwölffingerdarm) vor allem bei pathologischen Veränderungen im Bereich des Pankreaskopfes. Zusätzlich kommt es häufig zur Resektion verschiedener Nachbarorgane.
Erstmals erfolgreich durchgeführt wurde eine partielle Duodenopankreatektomie 1909 durch Walter Kausch, die erste totale Duodenopankreatektomie 1963 durch George T. Watts in London bei einer akuten Bauchspeicheldrüsenentzündung.

## Einteilung
Man unterscheidet  zwischen der partiellen Duodenopankreatektomie und der totalen Duodenopankreatektomie. Ein weiteres Resektionsverfahren ist die Pankreaslinksresektion, die bei Prozessen im Bereich von Pankreaskörper und Pankreasschwanz zur Anwendung kommt.

### Partielle Duodenopankreatektomie
Bei der partiellen Duodenopankreatektomie, der so genannten Operation nach Kausch-Whipple (kurz Whipple-OP), werden neben dem Pankreaskopf und dem Duodenum außerdem die Gallenblase, der distale Gallengang sowie das Magenantrum entfernt. Zusätzlich kommt es zur Resektion der regionären Lymphknoten.
Der Eingriff ist indiziert bei bösartigen Prozessen im Bereich des Pankreaskopfes, wie dem Pankreaskopfkarzinom, dem Papillenkarzinom oder dem distalen Gallengangskarzinom, als auch bei gutartigen entzündlichen oder stenotischen Prozessen. In den letzten Jahren hat sich zunehmend die partielle Duodenopankreatektomie nach Traverso-Longmire durchgesetzt (sog. pyloruserhaltende partielle Duodenopankreatektomie = PPPD, englisch: Pylorus-Preserving Pancreaticoduodenectomy), bei welcher der Magen einschließlich des Pylorus und einer schmalen Duodenalmanschette vollständig erhalten bleibt. Ursprünglich wurde der Magen teilreseziert in der Annahme, dass es dadurch zu einem geringeren Auftreten von Dünndarmgeschwüren kommt. Tatsächlich besteht diesbezüglich jedoch kein signifikanter Unterschied zwischen beiden Verfahren.

#### Vorgehen
Die Operation beginnt mit einer bogenförmigen queren Oberbauchlaparotomie. Zuerst werden potentiell durch Metastasierung bedrohte Organe wie Leber und Bauchfell exploriert. Bei einer nachgewiesenen Peritonealkarzinose und einer Lebermetastasierung ist in der Regel die Resektion kontraindiziert.
Anschließend wird die Bursa omentalis mittels Durchtrennung des Ligamentum gastrocolicum eröffnet, wodurch es zur Freilegung des Pankreas sowie zur Darstellung des Truncus coeliacus als auch des Ligamentum hepatoduodenale kommt. Als Nächstes werden das Duodenum nach  Kocher mobilisiert und die Verschieblichkeit des Pankreaskopfes überprüft. Sollte diese nicht gegeben sein oder besteht eine Tumorinfiltration zur Arteria und zur Vena mesenterica superior, so kann eine Irresektabilität des Tumors bestehen. In einzelnen Fällen werden jedoch die Pfortader oder auch die Arteria mesenterica reseziert und rekonstruiert. Man fährt fort mit der Spaltung des Omentum minus und der Darstellung von Arteria hepatica communis sowie des Ductus choledochus, die beide mit einem Gummizügel angeschlungen werden, als auch der Vena portae durch Freilegung der Pankreasoberkante mittels feiner Dissektionsligaturen sowie durch stumpfe Ablösung des Pankreaskopfes von der Vena cava inferior.
Nun wird das Pankreas zwischen Kopf und Korpus mit einer Overholt-Klemme untertunnelt und über diesen Tunnel ein Zügel angelegt.
Spätestens jetzt erfolgt die Durchtrennung des Ductus hepaticus oberhalb des Ductus cysticus, die Gallenblase verbleibt am Resektat. Gegebenenfalls werden jetzt der Magen reseziert bzw. das postpylorische Duodenum durchtrennt. 
Im Anschluss daran werden das Pankreas über dem zuvor eingelegten Zügel oder in einer Kocherschen Rinne durchtrennt und damit der Pankreaskopf vom restlichen Pankreas abgetrennt. 
Nachfolgend werden der Pankreaskopf von der Vena portae mittels  zahlreicher Ligaturen abgelöst und das Duodenum vom Jejunum getrennt. Damit kann das Resektat, bestehend aus Pankreaskopf, Duodenum, Gallenhauptgang Ductus choledochus mit der Gallenblase und gegebenenfalls aus dem distalen Magen, entnommen werden.
Die Wiederherstellung der Nahrungspassage geschieht durch eine terminoterminale oder eine terminolaterale Pankreatojejunostomie, eine terminolaterale biliodigestive Anastomose und eine Gastroenterostomie. Alternativ erfolgt die Pankreasanastomose zur Magenhinterwand als terminolaterale Pankreatogastrostomie.

### Totale Duodenopankreatektomie
Bei der radikaleren Totalen Duodenopankreatektomie werden zusätzlich die Milz sowie Pankreaskorpus und Pankreasschwanz entfernt. Dieses Verfahren ist nur indiziert bei auf andere Art nicht kurativ resezierbaren Karzinomen. Die Rekonstruktion erfolgt mit Y-Roux-Schlinge sowie biliodigestiver Anastomose.

### Pankreaslinksresektion
Indiziert ist dieser Eingriff u. a. bei Totalnekrose des Pankreas, diffus sklerosierender Pankreatitis sowie Pankreasschwanzkarzinomen.

#### Vorgehen
Nach querer Oberbauchlaparotomie und Exploration wird unter Durchtrennung der Vasa gastrica brevia und des Ligamentum gastrocolicum die Milz mobilisiert. Die Milzvene und Milzarterie werden proximal ligiert und durchtrennt. Anschließend werden Milz und Pankreas unter schrittweisen Dissektionsligaturen aus den retroperitonealen Verbindungen herausgelöst. Die Durchtrennung des Pankreas erfolgt ca. 2 cm vom Duodenum entfernt.

## Postoperative Komplikationen
Insbesondere zu erwähnen sind Nachblutungen, eine Pankreatitis, Gallenfisteln, Pankreasfisteln, eine Anastomoseninsuffizienz, eine exokrine Pankreasinsuffizienz und ein Diabetes mellitus. Letzterer ist unvermeidlich bei totaler Pankreatektomie, da sich in Pankreaskorpus und Pankreasschwanz die Langerhans-Inseln mit den Insulin produzierenden Beta-Zellen befinden. Somit sind neben Kontrollen des Blutbildes und der Entzündungsparameter auch engmaschige Kontrollen des Blutzuckerspiegels durchzuführen.